# Detroit Pistons 1990-1991
La stagione 1990-91 dei Detroit Pistons fu la 42ª nella NBA per la franchigia.
I Detroit Pistons arrivarono secondi nella Central Division della Eastern Conference con un record di 50-32. Nei play-off vinsero il primo turno con gli Atlanta Hawks (3-2), la semifinale di conference con i Boston Celtics (4-2), perdendo poi la finale di conference con i Chicago Bulls (4-0).

## Roster
| N° | Naz.                   | Ruolo | Sportivo         | Anno | Alt. | Peso |
| -- | ---------------------- | ----- | ---------------- | ---- | ---- | ---- |
| 00 | Stati Uniti (bandiera) | C     | William Bedford  | 1963 | 213  | 102  |
| 4  | Stati Uniti (bandiera) | G     | Joe Dumars       | 1963 | 191  | 86   |
| 10 | Stati Uniti (bandiera) | A     | Dennis Rodman    | 1961 | 201  | 95   |
| 11 | Stati Uniti (bandiera) | G     | Isiah Thomas     | 1961 | 185  | 82   |
| 12 | Stati Uniti (bandiera) | G     | Gerald Henderson | 1956 | 188  | 79   |
| 15 | Stati Uniti (bandiera) | G     | Vinnie Johnson   | 1956 | 188  | 91   |
| 22 | Stati Uniti (bandiera) | AC    | John Salley      | 1964 | 211  | 104  |
| 23 | Stati Uniti (bandiera) | GA    | Mark Aguirre     | 1959 | 198  | 105  |
| 25 | Stati Uniti (bandiera) | GA    | John Long        | 1956 | 196  | 88   |
| 30 | Stati Uniti (bandiera) | C     | Tree Rollins     | 1955 | 216  | 107  |
| 32 | Stati Uniti (bandiera) | G     | Lance Blanks     | 1966 | 193  | 86   |
| 35 | Stati Uniti (bandiera) | AC    | Scott Hastings   | 1960 | 208  | 107  |
| 40 | Stati Uniti (bandiera) | C     | Bill Laimbeer    | 1957 | 211  | 111  |
| 53 | Stati Uniti (bandiera) | C     | James Edwards    | 1955 | 213  | 102  |

## Staff tecnico
- Allenatore: Chuck Daly
- Vice-allenatori: Brendan Malone, Brendan Suhr